# Rhinebothrium lintoni
Rhinebothrium lintoni är en plattmaskart. Rhinebothrium lintoni ingår i släktet Rhinebothrium och familjen Phyllobothriidae. Inga underarter finns listade i Catalogue of Life.